# Округли Врх
Округли Врх је насељено место у саставу општине Свети Јурај на Брегу у Међимурској жупанији, Хрватска. До територијалне реорганизације у Хрватској налазио се у саставу старе општине Чаковец.

## Становништво
На попису становништва 2011. године, Округли Врх је имао 374 становника.

## Попис1991.
На попису становништва 1991. године, насељено место Округли Врх је имало 402 становника, следећег националног састава:
| Попис 1991.‍  | Попис 1991.‍  | Попис 1991.‍ | Попис 1991.‍ | Попис 1991.‍ |
| ------------ | ------------ | ----------- | ----------- | ----------- |
|              |              |             |             |             |
| Хрвати       | Хрвати       |             | 393         | 97,76%      |
| Југословени  | Југословени  |             | 1           | 0,24%       |
| неопредељени | неопредељени |             | 1           | 0,24%       |
| непознато    | непознато    |             | 7           | 1,74%       |
| укупно: 402  |              |             |             |             |